# Raglan, Wales
Raglan (walesiska: Rhaglan) är en ort och community i Storbritannien.   Den ligger i kommunen Monmouthshire och riksdelen Wales, i den södra delen av landet, 190 km väster om huvudstaden London. 
Den 4 maj 2022 tillfördes communityn en del av Gwehelog Fawr community.